# Research Unix
Research Unix je název používaný pro větev operačního systému Unix, který vyvíjely Bellovy laboratoře v Computing Science Research Center (často označovaném jako oddělení 1127) pro počítače DEC PDP-7, PDP-11, VAX a Interdata 7/32 a 8/32. Častěji používané označení je Unix Version n, Unix Vn nebo UNIX nth Edition (kde n je číslo od 1 do 10).

## Historie

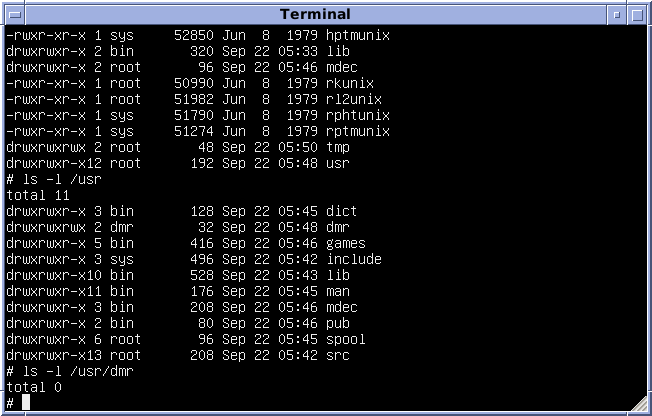
Version 7 Unix pro PDP-11 běžící na multisystémovém emulátoru SIMH

Termín Research Unix byl poprvé použit v časopise Bell System Technical Journal (Vol.57, č.6, Pt.2 červenec / srpen 1978) pro odlišení od ostatních interních verzí Unixu vyvíjených v Bell Labs (jako např. PWB/UNIX a Mert), jejichž kód se odštěpil od primární CSRC větve. Tento název se před Version 8 Unix prakticky nepoužíval, a pro označení starších verzí se začal používat dodatečně. Do té doby se obvykle používal název UNIX (psaný velkými písmeny) nebo UNIX Time-Sharing System.
Firma AT&T licencovala Version 5 Unix pro vzdělávací instituce a Unix Version 6 také pro komerční organizace. Cena pro školy byla 200 dolarů, pro komerční firmy 20000 dolarů odrazujících od většiny komerčních použití. Přesto byl do 80. let 20. století Unix Version 6 nejrozšířenější variantou Unixu. Verze Research Unixu byly často označovány číslem vydání manuálů, protože několik prvních a posledních verzí nebylo nikdy oficiálně uvolněno mimo Bell Labs a vývoj systému byl kontinuální. Často užívaným způsobem pro označování verzí Reasearch Unixu je UNIX Version n, Unix Vn nebo UNIX nth Edition (kde n je číslo od 1 do 10).
Všechny moderní verze Unixu (kromě implementací z čistého stolu, jako je Coherent, Minix a Linux, obvykle označovaných jako Unix-like) jsou odvozeny od Version 7 Unix.
Od Version 8 Unix měl Research Unix blízké vazby na BSD Unix, které začaly použitím 4.1cBSD jako základu pro Unix V8. Dennis Ritchie ve své zprávě zaslané do Usenetu v roce 2000 uvedl, že Research Unix je blíže k BSD než UNIX System V, který také obsahuje nějaký BSD kód:
Myslím, že Research Unix 8th Edition vycházel z BSD 4.1c, ale velké části byly odstraněny a nahrazeny naším kódem. Totéž pokračovalo u V9 a V10. Hádám, že běžné uživatelské příkazy měly blíže k BSD než k UNIX System V, i když byly dost eklektické.

## Verze
| Vydání manuálu | Datum vydání  | Popis |
| -------------- | ------------- | --- |
| V1             | 3.11.1971     | První vydání unixových manuálů vycházelo z verze, která v té době běžela na PDP-11. Obsahuje Thompson shell a příkazy mail, cp a su. Unix byl v té době 2 roky starý a v roce 1970 byl přenesen z PDP-7 na PDP-11/20. |
| V2             | 12.06.1972    | V předmluvě této verze bylo uvedeno, že celkový počet instalací systému je 10. Obsahoval příkaz echo a první překladač jazyka C. |
| V3             | Únor 1973     | Obsahovalo programovací jazyk C a roury, příkazy crypt a yacc. Programy byly rozděleny do adresářů /bin a /usr/bin, proto byla zavedena proměnná prostředí PATH. /usr byl připojovací bod druhého pevného disku. Celkový počet instalací byl 16. |
| V4             | listopad 1973 | První verze napsaná v jazyce C. Zavedeny skupiny, příkazy grep a printf. Počet instalací byl uváděn „přes 20“. Manuál byl poprvé formátován příkazem troff. Tuto verzi popsali Thompson a Ritchie v článku CACM,, který byl prvním veřejným popisem Unixu. |
| V5             | červen 1974   | Šířeji licencováno vzdělávacím institucím.. Zavedlo sticky bit a příkazy find a dd. Určený pro PDP-11 model 40 a další modely s 18bitovými adresami; počet instalací „přes 50“. |
| V6             | květen 1975   | Obsahuje ratfor a bc. První Unix určený k široké distribuci mimo Bell Labs, a první Unix přenositelný na jiný hardware než PDP. V květnu roku 1977 byl vydán MINI-UNIX a ořezaná verze V6 pro low-end stroje PDP-11/10. |
| V7             | leden 1979    | Obsahuje Bourne shell, cpio, sed, ioctl, awk, f77, spell, stdio and pcc augmenting the Dennis Ritchie's C compiler. Je předchůdcem všech moderních unixových systémů a posledním vydáním Research Unix, které bylo distribuováno. Spojuje většinu utilit z PWB/UNIX se značně upraveným jádrem, které mělo téměř o 80% řádků kódu více než V6. |
| 32V            | červen 1979   | Port pro na DEC VAX vydaný s názvem 32V byl východiskem pro 3BSD. |
| V8             | únor 1985     | Upravená verze 4.1cBSD pro VAX s interpretem příkazů z UNIX System V; sokety byly v této verzi nahrazeny proudy; verze používaná interně a pro vzdělávací účely. Primárním uživatelským rozhraním se stal grafický terminál Blit. Byl přidán síťový systém souborů, které umožňoval přístupu k souborům na vzdálených počítačích pomocí cesty /n/hostname/path a knihovna pro práci s regulárními výrazy, která zaváděla API později napodobené implementací od Henryho Spencera. |
| V9             | září 1986     | Verze používaná interně používala kód z 4.3BSD; obsahovala zobecněnou verzi Streams – mechanismu IPC zavedeného ve V8. Systémové volání mount bylo rozšířeno pro připojení proudu na soubor, jehož opačný konec mohl být propojen na program v user space. Tento mechanismus se používá pro implementaci kódu síťových spojení v user space. K dalším vylepšením patří make a exový editor Sam. Podle Dennise Ritchieho byly V9 a V10 „konceptuální“: existovaly manuály, ale žádná distribuce OS „v úplné a koherentní formě“. |
| V10            | říjen 1989    | Poslední verze Research Unixu. Přestože manuály byly publikovány mimo AT&T vydavatelstvím Saunders College Publishing, neexistovala žádná kompletní distribuce samotného systému. K novinkám patřily nástroje pro počítačovou sazbu navržené tak, aby pracovaly s programem troff, interpret jazyka C, animační programy a několik nástrojů, které byly později součástí systému Plan 9: nástroj pro automatizaci překladu Mk build nástroj a rc shell. V10 byl také základem pro operační systém IX vytvořený Dougem McIlroyem a Jamesem A. Reedsem založený na principech multiple levels of security (MLS)., nebyla distribuce samotného systému veřejná. |
| Plan 9 V1      | 1993          | Nástupce Research Unix od téměř stejného vývojového týmu, který sdílí mnoho nástrojů uživatelských s V10 |

Označení Verze 3, Verze 4 a Verze 5 nemá žádnou spojitost s komerčními verzemi UNIX System III, UNIX System IV a UNIX System V, které vydala UNIX Support Group AT&T v 80. letech 20. století. Po Version 10 přešel vývoj Unixu v Bellových laboratořích na následnický systém Plan 9 from Bell Labs, který sdílel část svého user space kódu s V10.

## Odvozené verze
V roce 2002 vydala firma Caldera International V7 Unix jako free software pod licencí podobnou BSD.
V roce 2017, Unix Heritage Society a Alcatel-Lucent USA Inc. svým jménem a jménem Bell Labs a Nokia vydali V8, V9 a V10 Unix s uvedením následující podmínky: "nebudou uplatňovat svá autorská práva vůči nekomerčnímu kopírování, distribuci, provozování, zobrazování a vytváření děl odvozených z Research Unix®1 Editions 8, 9 a 10".